# Усатівський ліцей імені П. Д. Вернидуба
Усатівський ліцей імені П. Д. Вернидуба — заклад загальної середньої освіти в селі Усатове, Одеського району, Одеської області. Заснований 9 травня 1835 року. Названий на честь Героя Радянського Союзу Петра Вернидуба, який народився в цьому селі.

## Історія
У 1835 році 9 травня на Усатівських хуторах почало працювати приходське училище №49.
Пізніше воно називалось церковно-приходською школою. У церковно-приходській школі навчалося сорок дітей. Після 1917 року школа була початковою, пізніше її об’єднали з народним училищем, побудованим у 1890 році, і вона отримала назву Одеська школа №128. У 1920-х роках діти навчалися до п’яти класів, перед війною вже було сім класів. У 1954 році школа стала середньою, її директором призначили Михайла Платоновича Бедриченка.
При основній школі з 1960 року діяла також вечірня школа робочої молоді Одеського району, до складу якого в той період входило село Усатове. Директором школи у 1962 році був призначений М. А. Авербух. Під керівництвом директора школи були зібрані матеріали для шкільного музею, 1 вересня 1964 року було відкрито пам’ятник Петру Вернидубу. В 1965 році постановою Ради Міністрів УРСР Усатівській середній школі присвоєно ім’я Петра Даниловича Вернидуба.
У 1970-х роках, коли учнів ставало більше у рази, школярі змушені були навчатись в декількох корпусах, окремих для учнів різних класів, для їдальні, спортзалу та інших кабінетів. Споруду для нової школи вирішили будувати на початку дев’яностих років. Будівництво закінчилося тільки у 1998 році. Школярі під час будівництва навчались у дві зміни в будівлі, де тепер розміщується сільська рада.
В 2009 році силами вчителів та учнів відкрито Музей бойової слави, подія була приурочена до 65-річчя Перемоги у Великій Вітчизняній війні. У 2010 році за рахунок бюджету Усатівської сільської ради збудовано новий пам’ятник П. Д. Вернидубу.

## Директори
- 1954–1962 Бедриченко Михайло Платонович
- 1962–1978 Авербух Марк Абрамович
- 1978–1982 Бойченко Євгенія Іванівна
- 1982–1984 Назіна Людмила Петрівна
- 1985–1988  Данилова Тетяна Валентинівна
- 1988–1995 Білецький Володимир Феліксович
- 1995–2021 Савенко Світлана Георгіївна
- 2021–наш час Голубкова Валентина Іванівна

## Назви
- 1835–ХІХ ст., Приходське училище №49
- Кінець XIX ст. – початок XX ст., Церковно-приходська школа
- Початок XX ст. – 1965, Одеська школа №128
- 1965 – кінець XX ст., Усатівська ЗОШ імені П. Д. Вернидуба
- Початок XXI ст. – 2022, Усатівський НВК "школа-гімназія" імені П. Д. Вернидуба
- 2022 – наш час Усатівський ліцей імені П. Д. Вернидуба